# 15- en 290-stelling
De 15-stelling van John H. Conway en William A. Schneeberger, bewezen in 1993, stelt dat als een geheeltallige positief definiete kwadratische vorm (we nemen vanaf hier impliciet op deze pagina aan dat de kwadratische vormen positief definiet zijn) met geheeltallige matrix alle positieve gehele getallen tot en met 15 representeert, dat het dan alle positieve gehele getallen representeert. Het bewijs was gecompliceerd en werd nooit gepubliceerd. Manjul Bhargava vond een veel eenvoudiger bewijs dat werd gepubliceerd in 2000.
De bovengrens van 15 is optimaal, omdat er kwadratische vormen, zoals
{\displaystyle w^{2}+2x^{2}+5y^{2}+5z^{2}}
zijn die alle positieve gehele getallen ongelijk aan 15 representeren.
Een kwadratische vorm die alle positieve gehele getallen representeert, wordt soms universeel genoemd. Zo is
{\displaystyle w^{2}+x^{2}+y^{2}+z^{2}}
universeel, omdat ieder positief geheel getal als som van vier kwadraten kan worden geschreven volgens de vier-kwadratenstelling van Lagrange. Deze stelling wordt in het bewijs voor de 15-stelling gebruikt als hulpstelling.
De 15-stelling kan worden gepreciseerd door niet te eisen dat alle positieve gehele getallen tot en met 15 worden gerepresenteerd, maar alleen de getallen 1, 2, 3, 5, 6, 7, 10, 14 en 15. Voor elk van deze getallen bestaan er kwadratische vormen die alle positieve gehele getallen representeren met uitzondering van dat getal.
De eis van een geheeltallige matrix kan afgezwakt worden tot de eis dat alle coëfficiënten geheeltallig zijn. Bijvoorbeeld :{\displaystyle x^{2}+xy+y^{2}} heeft geheeltallige coëfficiënten, maar geen geheeltallige matrix.

## 290-stelling
In 2005 hebben Manjul Bhargava en Jonathan P. Hanke een bewijs aangekondigd dat een stelling als de 15-stelling ook geldt voor kwadratische coëfficiënten, hetgeen al als vermoeden door Conway en Schneeberger was geuit. Het getal 15 moet nu worden vervangen door 290, de zo verkregen stelling wordt de 290-stelling genoemd.
Ook hier kan de stelling worden gepreciseerd door te stellen dat als door een kwadratische vorm met geheeltallige coëfficiënten alleen de getallen
1, 2, 3, 5, 6, 7, 10, 13, 14, 15, 17, 19, 21, 22, 23, 26, 29, 30, 31, 34, 35, 37, 42, 58, 93, 110, 145, 203, 290
worden gerepresenteerd, dan worden alle positieve gehele getallen gerepresenteerd en voor elk van deze 29 getallen is er een kwadratische vorm die alleen dat getal niet representeert.